# Modelldampfmaschine

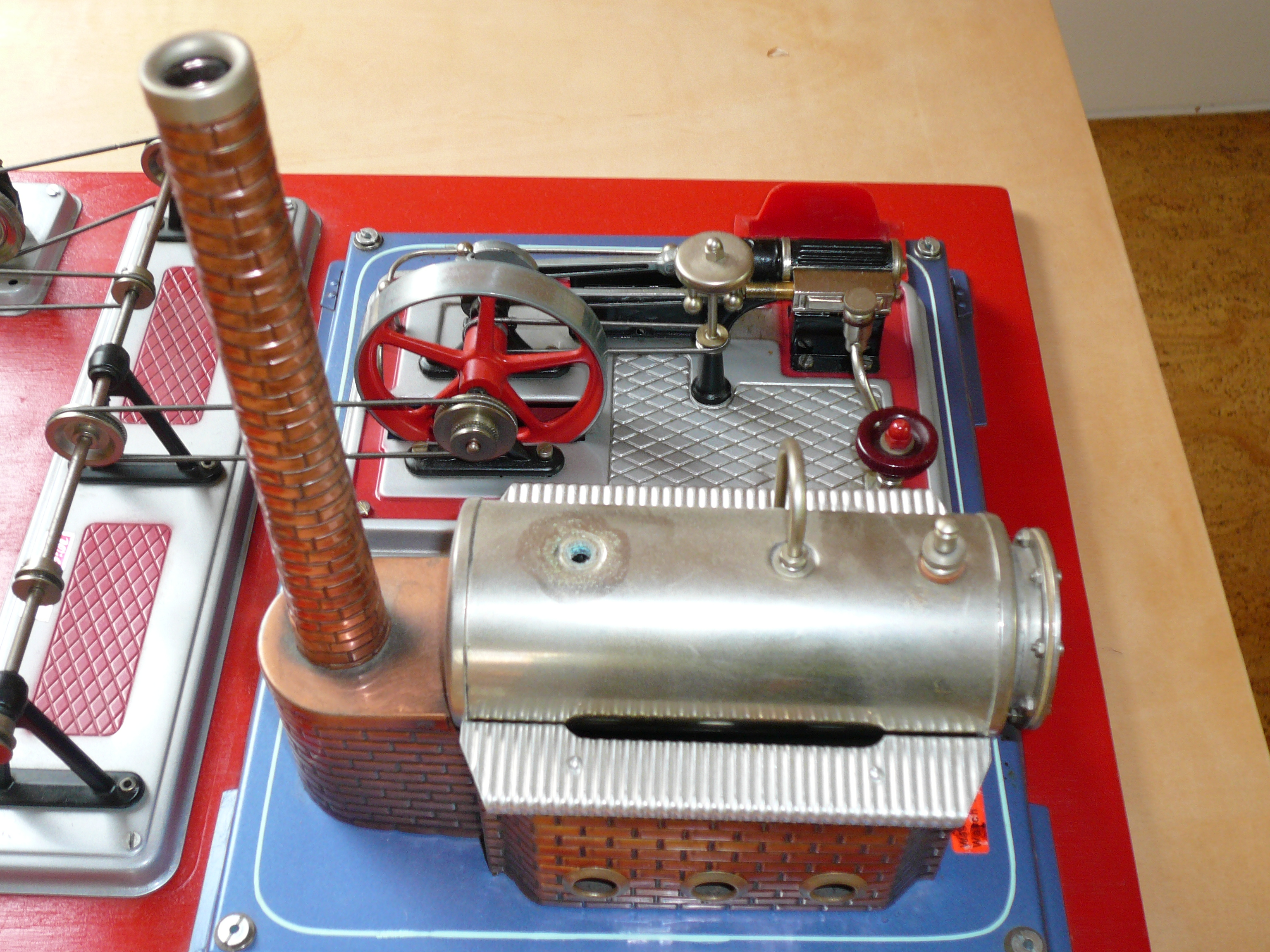
Stationäre Modelldampfmaschine von Wilesco (Typ D16) mit Sockel, Kessel, Schornstein und Dampfaggregat

Stationäre Modelldampfmaschinen werden seit etwa Mitte des 19. Jahrhunderts produziert. Sie dienen der Unterhaltung und dem Verständnis physikalischer Vorgänge. Gegenüber „großen“ Dampfmaschinen arbeiten sie meistens nach einem einfacheren, ineffizienteren Verfahren. 

## Die stationäre Modelldampfmaschine

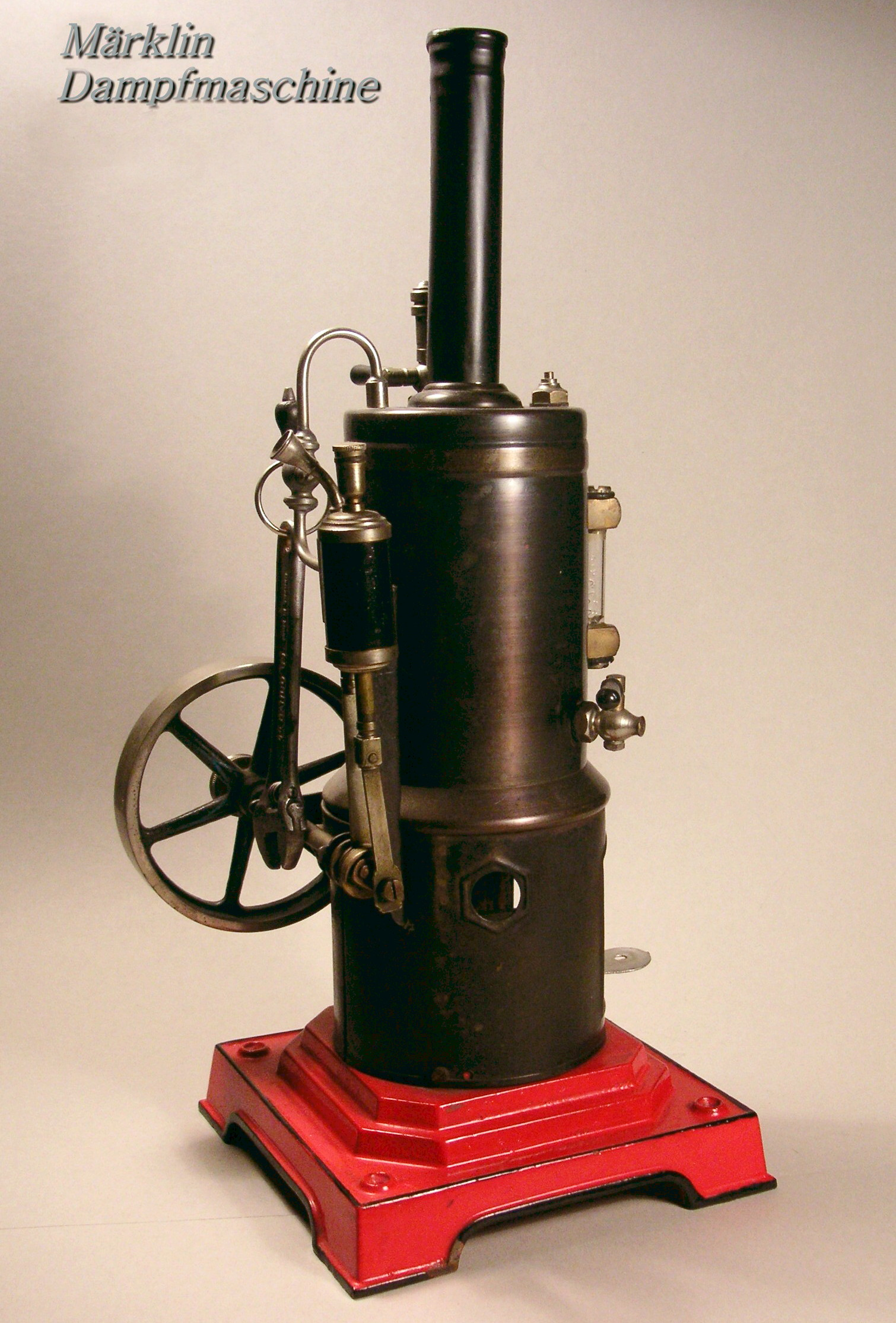
Märklin-Dampfmaschine mit stehendem Kessel, ca. 1909.

### Aufbau
Die ersten Modelldampfmaschinen bis etwa in die 1890er Jahre bestanden aus einer Büchse als Kessel, meist aus Kupfer oder Messing, die auf drei Blechstreifen stand. Sie wurden daher Dreibein genannt. Erhitzt wurde das enthaltene Wasser durch einen Spiritusbrenner unter dem Kessel. Über einen einfach wirkenden Zylinder, der direkt am Kessel saß, wurde über einen Kardanantrieb ein Schwungrad gedreht.
Die heute gängigen Modelle haben einen Kesselsockel (meist aus geprägtem Blech, das Ziegelmauerwerk imitieren soll), auf dem ein einfacher, zylinderförmiger Dampfkessel angeordnet ist. Dieser ist über ein Ventil und eine Rohrleitung mit der Kolbendampfmaschine (bestehend aus Zylinder, Kolben, Schieber, Stangen und Schwungrad) verbunden. Aus dem Gebäude ragt außerdem ein Schornstein, der bei neueren Modellen durch den darunter angebrachten Behälter für das Kondenswasser vorbildgetreu raucht. Kessel und Dampfmaschine sind auf eine gemeinsame Metallplatte montiert.

### Funktionsweise
Wasser (möglichst destilliert, um Kesselstein zu vermeiden) wird in einem Kessel je nach Modell durch Esbit, Feuerzeuggas, Spiritus oder durch Elektrizität zum Kochen gebracht, um den zum Betrieb nötigen Wasserdampf zu gewinnen. Ein Überdruckventil verhindert eine Explosion  des Kessels. Durch ein Schauglas muss der Wasserstand beobachtet werden, um ein Trocken-heizen des Kessels zu vermeiden. Der Wasserdampf wird durch eine Röhre zur eigentlichen Maschine, der konstruktiven Einheit von Zylinder, Kolben, Pleuel und Schwungrad geleitet. Das Aggregat arbeitet bei einfacheren Ausführungen oszillierend, aufwendigere Modelle haben eine vorbildgerechtere Schiebersteuerung. Der Abdampf wird bei größeren Modellen durch den Schornstein des Kesselhauses abgegeben, wodurch ein Rauchen simuliert wird.

### Zubehör
Für Modelldampfmaschinen ist Zubehör unter anderem in Form verschiedener Werkzeugmaschinen erhältlich, die jedoch wegen der geringen Leistung der Dampfmaschinen keine nutzbare Arbeit verrichten können, sondern nur der Anschauung dienen. Auch Karussells und Generatoren sind erhältlich. Der Antrieb erfolgt in der Regel über endlose Schraubenfedern, die als elastische Treibriemen dienen. Über Transmissionen können mehrere Antriebsmodelle von einer Dampfmaschine angetrieben werden.

## Abweichende Bauformen
Bei den kompakten „stationären Lokomobilen“ ist die Dampfmaschine auf dem Kessel montiert, was den klassischen Lokomobilen entspricht. Die Vorbilder waren durch den geringen Platzbedarf und die geringen Wärmeverluste durch die kurzen Dampfleitungen weit verbreitet.
Die sogenannten „stehenden stationären Modelldampfmaschinen“ sind eine – weniger bekannte – Unterart. Der Name bezieht sich auf die aufrechte Anordnung von Kessel und Aggregat. Solche Dampfmaschinen wurden in der Realität oft als Schiffsantriebe verwendet. Durch das im aufrechten Kessel integrierte Flammrohr wird der Brennstoff effektiver ausgenutzt, die Brennstoff-Lade ist daher kleiner ausgeführt.

## Hersteller (Auswahl)
- Wilesco Dampfmaschinen und -mobile
- Regner Dampf- & Eisenbahntechnik
- Zimmermann Garteneisenbahnen
- Mamod Dampfmodelle und -lokomotiven
- Reppingen Dampflokomotiven
- Kramer Marine-Modell-Dampfmaschinen

## Weblinks

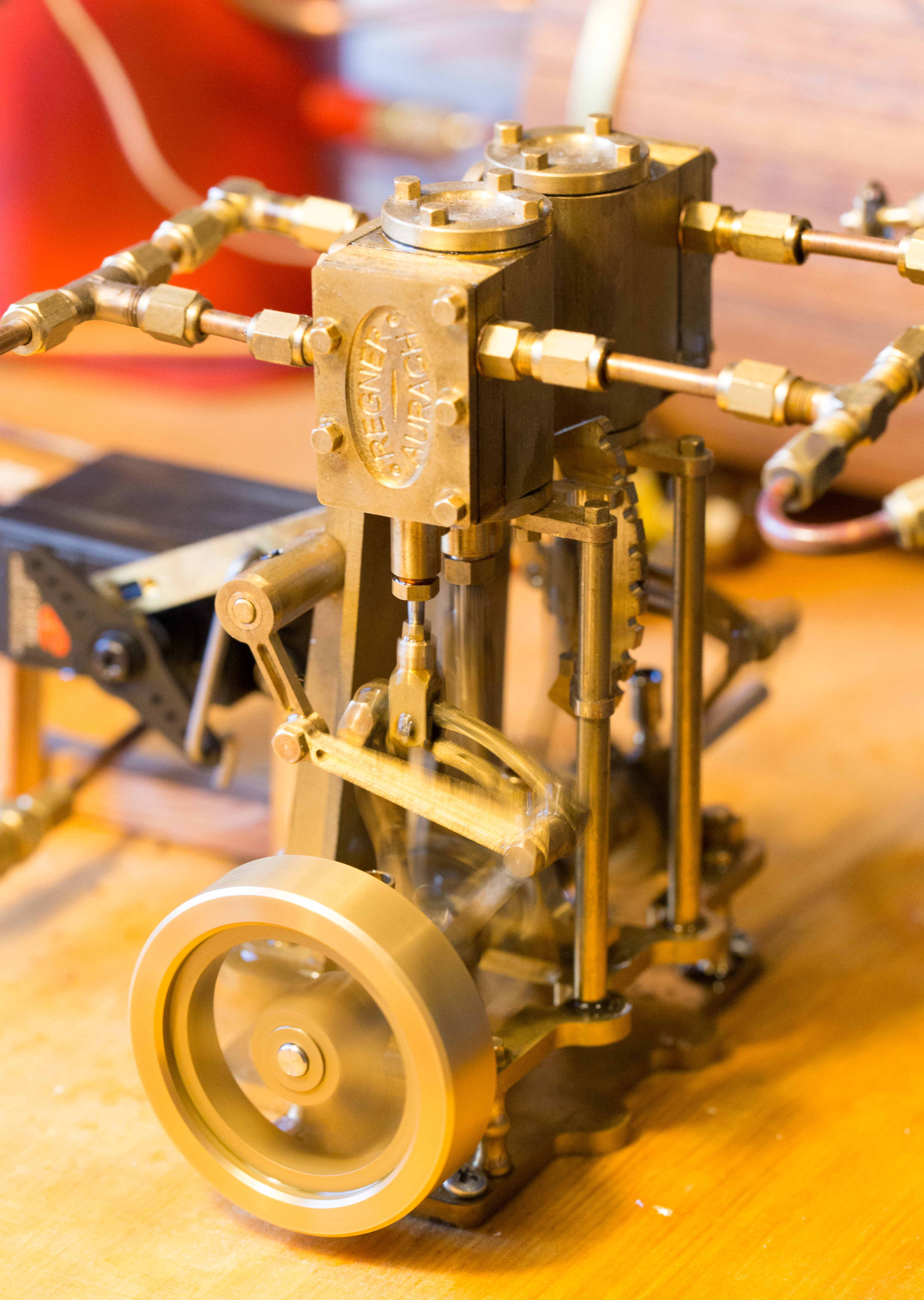
Modelldampfmaschine von Regner aus Aurach aus dem Jahr 2019